# Steven Saylor
Steven Saylor (nacido el 23 de marzo de 1956) es un escritor estadounidense de novela histórica. Se graduó en la Universidad de Texas en Austin, donde estudió historia y clásicas.
Su obra más conocida es su serie Roma Sub Rosa, una serie de misterio histórico, ambientada en la Antigua Roma. El héroe de las novelas es un detective llamado Gordiano el Sabueso, activo durante la época de Sila, Cicerón, Julio César y Cleopatra. Además de esta serie, Saylor ha escrito dos novelas históricas de longitud épica, sobre la ciudad de Roma Roma e Imperio. Su obra se ha traducido a veintiún idiomas. 
Saylor ha escrito también dos novelas ambientadas en Texas. A Twist at the End, presenta a O. Henry, se ambienta en Austin en la década de los años 1880 y se basa en unos asesinatos en serie de la vida real y sus juicios (el caso del llamado Aniquilador de sirvientas). Have You Seen Dawn? es un thriller contemporáneo ubicado en un ciudad tejana ficticia, Amethyst, basada en la ciudad natal de Saylor, Goldthwaite, Texas.
Saylor contribuyó con ensayor autobiográficos a tres antologías de escritura gay editada por John Preston, Hometowns, A Member of the Family, y Friends and Lovers, y antes de su carrera como escritor de novelas, publicó ficción erótica gay con el pseudónimo de Aaron Travis.
Saylor ha vivido con Richard Solomon desde 1976; se registraron como pareja de hecho en San Francisco en 1991 y más tarde disolvieron esa pareja para casarse legalmente en octubre de 2008. La pareja divide su tiempo entre sus propiedades en Berkeley, California, y Austin, Texas.

### Roma Sub Rosa(Los casos de Gordiano, llamado "el Sabueso")
Los siguientes libros están ordenados por orden de cronología interna, no de publicación.
- Las siete maravillas (The Seven Wonders, 2012), publicada después de El triunfo de César, es la primera de una serie de precuelas protagonizadas por un joven Gordiano. En esta entrega el protagonista viaja por el mundo conocido para visitar las siete maravillas del mundo antiguo a partir del año 92 a. C.
- Corsarios del Nilo (Raiders of the Nile, 2014), segunda precuela de la serie, tiene lugar en Alejandría, donde Gordiano busca a su esclava Bethesda, que ha desaparecido, y se ve implicado en un complot para robar el sarcófago de oro de Alejandro Magno.
- Wrath of the Furies (2015) es una secuela directa de Las siete maravillas y Corsarios del Nilo, donde el joven Gordiano debe viajar de incógnito a las tierras gobernadas por Mitrídates el Grande, en el año 88 a. C.
- Sangre romana (Roman Blood, 1991) es el primer libro de la serie en orden de publicación, en el que Gordiano es contratado por el gran orador y abogado Cicerón en el año 80 a. C. Esta novela está basada en el discurso de Cicerón En defensa de Sexto Roscio (Pro Sexto Roscio Amerino).
  - La casa de las vestales (The House of the Vestals, 1997) es una colección de nueve relatos cortos que tiene lugar entre Sangre romana y El brazo de la justicia, aunque publicada posteriormente. Se sitúe en el período 80-72 a. C.
- El brazo de la justicia (Arms Of Nemesis, 1992) tiene lugar durante la campàña de Craso contra la revuelta de esclavos de Espartaco en el año 72 a. C.
  - La muerte llega a Roma (A Gladiator Dies Only Once, 2005) está ambientada durante los años 77 y 63 a. C. Se trata una colección de relatos cortos de los inicios de la carrera "profesional" de Gordiano. Al final del libro da una cronología que permite seguir en orden todos los casos de Gordiano a lo largo de su vida (al igual que La casa de las Vestales, este volumen también fue publicado con posterioridad a las novelas entre las que tiene lugar la acción). Esta colección de cuentos se situaría entre la primera novela y la segunda.
- El enigma de Catilina (Catilina's Riddle, 1993) muestra a Cicerón y Catilina durante su rebelión en el año 63 a. C.
- La suerte de Venus (The Venus Throw, 1995) presenta al poeta Catulo, y se ambienta durante el juicio de Marco Celio en el año 56 a. C. por el homicidio de Dión de Alejandría.
- Asesinato en la Vía Apia (A Murder on the Appian Way, 1996) está ambientada en torno al asesinato de Publio Clodio Pulcro, justo antes de la Guerra Civil entre César y Pompeyo.
- Cruzar el Rubicón (Rubicon, 1999) tiene lugar después de que César cruce el Rubicón y los miembros del Senado huyan de Roma, arrastrando al mundo romano a una guerra civil.
- El cerco de Massilia (Last Seen in Massilia, 2000) se ambienta en Massilia (actual Marsella) durante el sitio de la ciudad por los cesarianos.
- La adivina de Roma (A Mist of Prophecies, 2002) está ambientada durante la guerra civil en la ciudad de Roma..
- El veredicto de César (The Judgment of Caesar, 2004) tiene lugar en Egipto, donde César conoce a la reina Cleopatra en el año 48 a. C.
- El triunfo de César (The Triumph of Caesar (2008) está ambientada en Roma durante las celebraciones triunfales de César en el año 46 a. C.

### Roma
- Roma. La novela de la Antigua Roma (Roma. The Novel of Ancient Rome, 2007) una novela que abarca mil años de historia, desde el surgimiento de la Antigua Roma desde su primer asentamiento hasta el asesinato de Julio César.
- Imperio. La novela de Roma de los emperadores (Empire. The Novel of Imperial Rome, 2010) abarca varias generaciones entre el final del reinado de Augusto en el año 14 hasta el reinado de Adriano en el 141.
- Dominus. Una novela del Imperio Romano (Dominus. A Novel of Imperial Rome, 2021) abarca varias generaciones entre el  165 y el 325.

### Otros libros
Publicadas con el seudónimo de Aaron Travis (ficción erótica):
- All-Stud (1979)
- Slaves of the Empire (1985)
- The Flesh Fables (1990)
- Beast of Burden (1993)
- Exposed (1993)
- Big Shots (1993)
- In the Blood (1995)
- Tag Team Studs: Wrestling Tales (1997) con Clay Caldwell
- Jock Studs (1998) con Clay Caldwell

Las obras completas publicadas bajo el pseudónimo de Aaron Travis fueron reeditadas en ediciones de Amazon Kindle y Nook de Barnes & Noble en 2012.
Publicados con su propio nombre:
- A Twist at the End (2000) en el Reino Unido se publicó como Honour the Dead. Se basa en los asesinatos del Aniquilador de la sirvienta en los años 1880 en Austin, Texas, reconstruye los asesinatos con detalle y también los posteriores juicios, con el joven William Sydney Porter (O. Henry) interpretando un papel de ficción.
- Have You Seen Dawn? (2003) es un thriller contemporáneo ambientado en una pequeña ciudad de Texas.
- Future, Present, Past (2013) es una colección de tres relatos cortos ambientados en diferentes tiempos.
- My Mother's Ghost (2013) es una colección de tres ensayos autobiográficos y un cuento.
- A Bookish Bent (2013) es una colección de varios ensayos y artículos.

### Cuentos sin incluir en colecciones
- "Ill Seen in Tyre" (2014), en la antología de diversos géneros Rogues, editado por George R. R. Martin y Gardner Dozois.